# Tropidion ochraceum
Tropidion ochraceum là một loài bọ cánh cứng trong họ Cerambycidae.